# Giải thưởng MTV châu Á 2008
Sau một năm không tổ chức, Lễ trao giải MTV châu Á lần thứ 6 đã trở lại vào ngày 2 tháng 8 năm 2008. Sự kiện này được tổ chức ở Arena of Stars tại thành phố Genting, Malaysia. Đây là lần đầu tiên lễ trao giải được tổ chức tại Malaysia. Các ứng cử viên cho các giải được giới thiệu trên kênh MTV châu Á từ ngày 14 tháng 6 và khán giả bắt đầu bình chọn trên trang chủ của MAA hoặc gửi tin nhắn bình chọn cho đến hết ngày 25 tháng 7. Khác với các lễ trao giải những năm trước, các giải quốc tế năm nay không phải do khán giả bình chọn (trừ giải Favorite International Artist in Asia) và còn có thêm các giải mới: Best Hookup (giải cho bài hát thành công nhất), Bring Da House Down (giải cho tour diễn thành công nhất), The Innovation Award (giải cách tân, đổi mới). MC của lễ trao giải năm nay là Jared Leto của ban nhạc 30 Seconds To Mars và Mạc Văn Úy. Lễ trao giải năm nay được tài trợ bởi: EDC by esprit, Genting - City of Entertainment, Tourism Malaysia và Malaysia X Pax.

## Các màn biểu diễn
Các khách mời của đêm trao giải năm nay: nhóm nhảy Jabbawockeez, ca sĩ Leona Lewis, các nhóm nhạc OneRepublic, Panic at the Disco, The Click Five, The Pussycat Dolls và The Script.
Nhóm nhảy nổi tiếng của Mỹ, Jabbawockeez đã mở đầu đêm trao giải bằng điệu nhảy độc đáo và khó quên theo đúng phong cách của họ. Họ đeo mặt nạ, găng tay trắng và nhảy làm nền cho chương trình trong suốt đêm trao giải. Nhóm nhạc nữ The Pussycat Dolls đã biểu diễn 2 bài hit rất sôi động của họ là "Buttons" và "When I Grow Up".
Sau khi một số giải đã được trao xong, nhóm nhạc OneRepublic đã hát 2 bài hát: "Apologize" và "Stop and stare". Nhóm nhạc mới người Ireland - The Script mang đến cho khán giả bài hát "The Man Who Can't Be Moved". Nữ ca sĩ người Anh mới nổi, Leona Lewis đã biểu diễn 2 bài hát thành công nhất của mình là "Bleeding Love" và "Better in time". Để thể hiện sự ngưỡng mộ của mình đối với đất nước Malaysia, nhóm nhạc The Click Five đã biểu diễn cùng những tay chơi trống truyền thống người Malaysia với 2 bài hát của họ là "Empty" và "Jenny".
Nhóm Project E.A.R (East Asia Revolution) đã mang đến màn biểu diễn đầu tiên của họ với tư cách là một nhóm lớn tập hợp các ban nhạc nổi tiếng của châu Á tại MTV Asia Awards. Họ hát 5 ngôn ngữ khác nhau từ địa phương mình: tiếng Indonesia, tiếng Malaysia, tiếng Anh, tiếng Tagalog và tiếng Thái. Nhóm này bao gồm các ban nhạc danh tiếng tại châu Á như: Ahli Fiqir (Singapore), Pop Shuvit (Malaysia), Saint Loco (Indonesia), Slapshock (Philippines), Silksounds (Thái Lan) và Thaitanium (Thái Lan)
Khán giả cũng rất hứng thú với liên khúc 2 bài: "Save Our Souls" của ban nhạc người Singapore, Electrico, và bài "Against The Light", một trong những bài hit lớn nhất của ca sĩ Stefanie Sun người Singapore.
Đêm trao giải kết thúc với phần biểu diễn của ban nhạc Panic at the Disco gồm 2 bài đứng top của họ là "I Write Sins, not Tragedies" và "Nine in the Afternoon"

## Những người công bố trao giải
Những người công bố giải thưởng gồm những gương mặt rất quen thuộc như: Các VJ (dẫn chương trình) của MTV: Denise và Utt (MTV châu Á), Zhu Zhu (MTV Trung Quốc) và Mike (MTV Indonesia). Ngoài ra còn có các nghệ sĩ nổi tiếng: Dave, Jaclyn Victor (Malaysian Idol), Joe Flizzow (ban nhạc Too Phat), La Chí Tường, Cổ Cự Cơ, Miguel Chavez, Moots (ban nhạc Pop Shuvit), Stefanie Sun, Pussycat Dolls.

## Các ứng cử viên của các giải

### Nghệ sĩ được yêu thích nhất khu vực châu Á
(người đoạt giải được in đậm)
Trung Hoa lục địa
- The Flowers
- Lee Yu Chun
- Wang Feng
- Yang Kun

Hồng Kông
- Andy Lau
- Eason Chan
- Dung Tổ Nhi
- Cổ Cự Cơ

Indonesia
- Andra & The Backbone
- Mulan Jameela
- Nidji
- Yovie and Nuno

Hàn Quốc
- Big Bang
- Super Junior
- Girls' Generation
- Wonder Girls

Malaysia
- Faizal Tahir
- Trương Đông Lương (Nicholas Teo)
- Pop Shuvit
- Dato' Siti Nurhaliza

Philippines
- Chicosci
- Sandwich
- Spongecola
- Urbandub

Singapore
- Electrico
- JJ Lin
- Stefanie Sun
- Tanya Chua

Đài Loan
- Jolin Tsai
- S.H.E
- Mayday
- La Chí Tường

Thái Lan
- Bodyslam
- Groove Riders
- K-OTIC
- TOR+ Saksit

### Các giải quốc tế
(người đoạt giải được in đậm)
Favorite International Artist in Asia
- Avril Lavigne
- Fergie
- Justin Timberlake
- Linkin Park

Best Hook-up
- "Girlfriend" (remix) - Avril Lavigne ft. Lil' Mama
- "Beautiful Liar" - Beyonce ft. Shakira
- "Apologize" - OneRepublic ft. Timbaland
- "Umbrella" - Rihanna ft. Jay-Z

The Innovation Award
- Kanye West
- Goldfrapp
- Gwen Stefani
- Radiohead

Breakthrough Artist
- Daughtry
- Leona Lewis
- Mika
- OneRepublic

Video Star
- "A Beautiful Lie" - 30 Seconds to Mars
- "Clumsy" - Fergie
- "D.A.N.C.E" - Justice
- "Nine in the Afternoon" - Panic at the Disco

Bring Da House Down
- Christina Aguilera - Back to Basics Asia Tour
- Linkin Park - Linkin Park Asia Tour
- Muse - Muse Asia Tour
- Black Eyed Peas - Black Blue and You Tour

### Các giải đặc biệt
edc Style Award: Panic at the Disco
Knockout Award: The Click Five
Inspiration Award: Mạc Văn Uý